# Ludes
Ludes ist eine französische Gemeinde im Département Marne in der Region Grand Est. Sie liegt zirka zwölf Kilometer von Reims und Épernay auf der Strecke zwischen den beiden Städten am Fuße der Montagne de Reims in der Côte du vignoble champenois. Ludes zählt 691 Einwohner (Stand 1. Januar 2022), die man Ludéens und Ludéennes nennt, sowie ein Industrieunternehmen, 100 Winzer, sieben Handwerker, vier Geschäfte und ein Restaurant. Der Hauptarbeitgeber ist Canard-Duchêne, eine bekannte Champagnerkellerei. Ludes gehört zum Gemeindeverband Grand Reims.

## Geschichte
Die Geschichte des Ortes geht bis ins 9. Jahrhundert zurück, wo man die Schreibweisen Lucida (818), Lusida (1216) und Lude (1220) findet. Der Name Ludes kann von Ludus („Spiel“) oder von Lucus („gekröntes Holz“), eventuell auch von Lux („Licht“) kommen. Der Heilige Vinzenz von Paul predigte dort im Jahre 1645. Der Herzog von Lothringen brannte die Stadt 1652 nieder. Ludes-le-Coquet ist eine historische Ortsbezeichnung, die von den Ludéens im frühen 19. Jahrhundert wieder aufgenommen wurde. Die Einwohner erarbeiteten sich diesen Titel vor nur einigen Jahren mit ihrer Beharrlichkeit erneut wieder.
Der Wein von Ludes wurde ehemals hoch geschätzt, denn er ist einer der Besten der Montagne de Reims. Sein Ruf geht bis zur Herrschaft von Heinrich IV. zurück und verbreitete sich bis nach England und Russland.
Vom Mittelalter an war Ludes ein bedeutendes Dorf, das edlen Familien gehörte. Mehrere Herrschaften hatten Besitz in und Rechte auf Ludes. Die Besitzrechte wurden ohne weiteres von einer Familie zur anderen verkauft, ohne dass dies die Einwohner in irgendeiner Weise berührt hätte.

## Bevölkerungsentwicklung
| Jahr      | 1962 | 1968 | 1975 | 1982 | 1990 | 1999 | 2011 | 2018 |
| Einwohner | 706  | 746  | 725  | 741  | 678  | 657  | 627  | 656  |

## Sehenswürdigkeiten
- Kirche Saint-Jean-Baptiste aus dem 16. und 18. Jahrhundert und Fundamenten aus dem 15. Jahrhundert und romanischem Turm. Schleier der heiligen Agathe (18. Jahrhundert) und Glasmalerei aus dem 17. Jahrhundert mit der Bezeichnung Baum des Jessé
- Die Überreste des Schlosses aus dem Baujahr 1873.
- Der Musikkiosk (Rundpavillon)
- Die Keller der Champagnerkellereien
- Die Gemeinde liegt im Regionalen Naturpark Montagne de Reims.

## Rebsortenspiegel

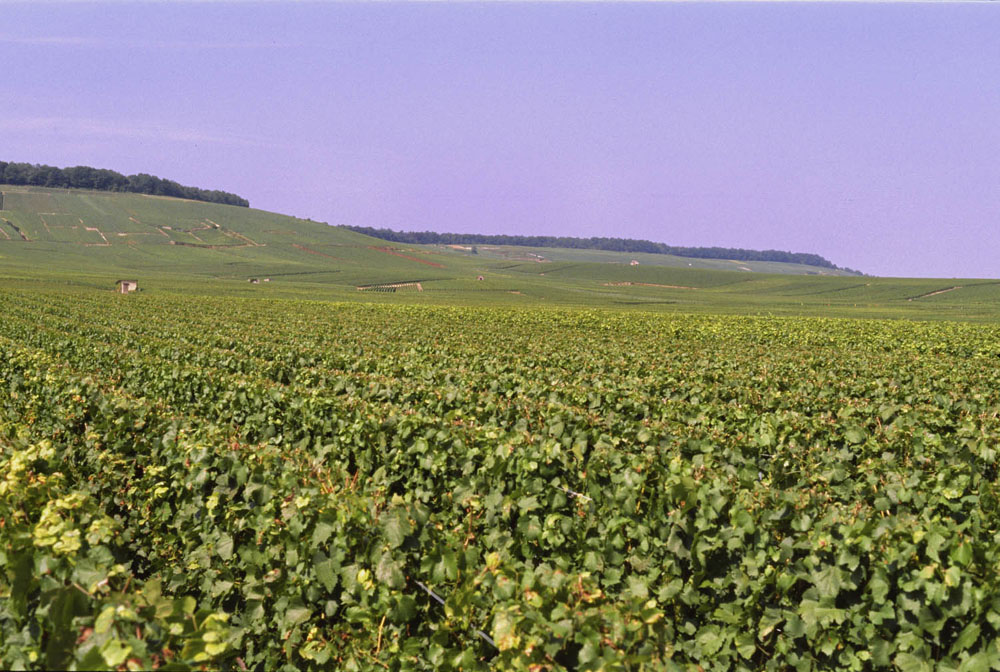
Weinberge der Champagne

Bei einer Gesamtfläche der Gemeinde von 1222 ha fallen 414 ha auf Ackerland und 319 ha auf Weinberge.
| Chardonnay | Pinot Meunier | Pinot Noir |
| ---------- | ------------- | ---------- |
| 44         | 178           | 97         |
| 14 %       | 56 %          | 30 %       |

## Champagner-Kellereien

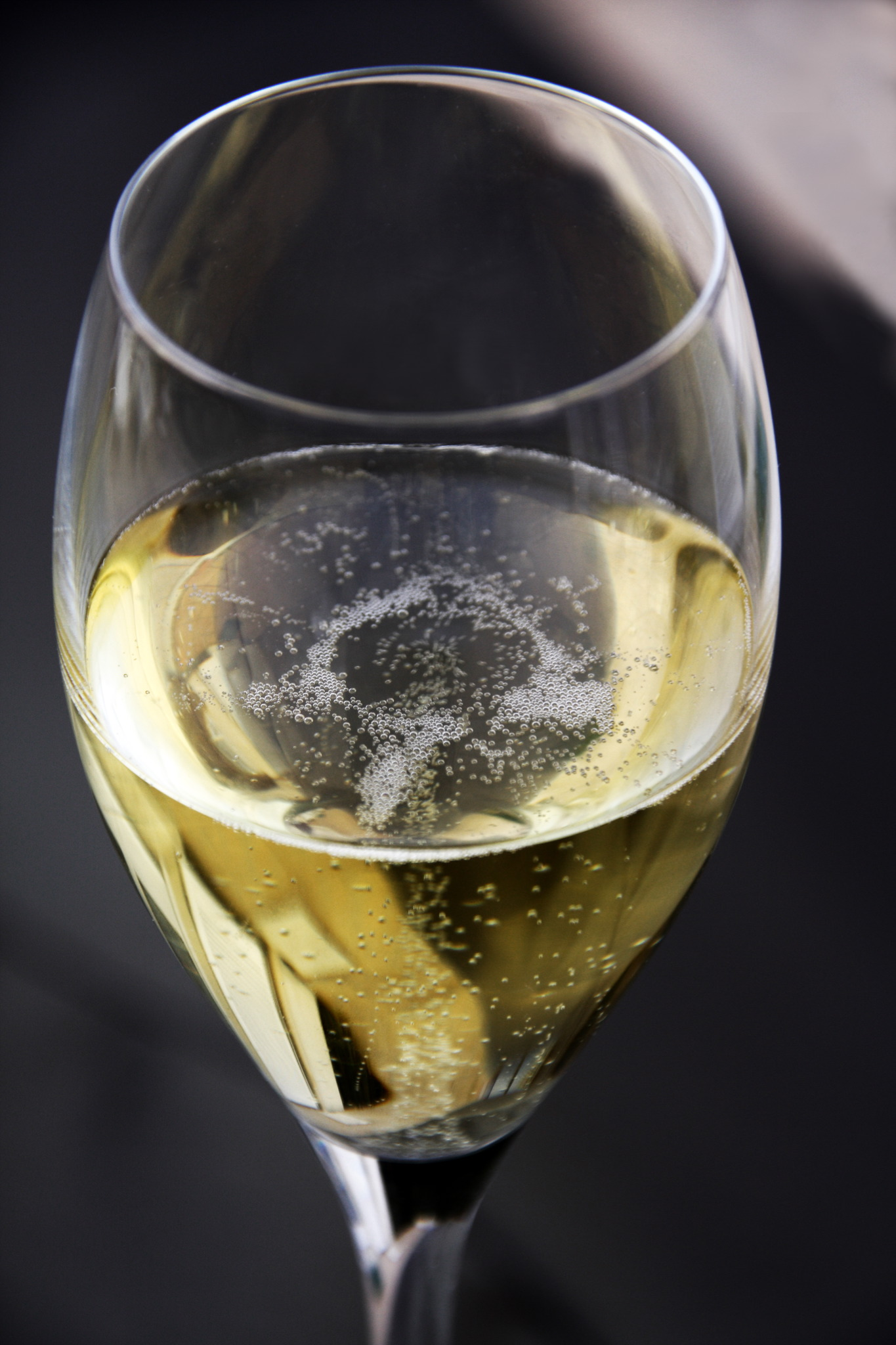
Glas mit Champagner

- Canard-Duchêne
- Bereche et Fils

## Feste und Veranstaltungen
- Markt: alle Mittwochmorgen auf dem Dorfplatz
- Fest des Heiligen Vinzenz am 22. Januar
- Lotto der Schulen im Festsaal am 1. Februar
- Brocante, Flohmarkt,  im April
- Blumenmarkt auf dem Platz der Republik am 24.–25. April
- Harmoniefest im Mai
- Internationaler Schießwettbewerb zu Ostern
- Partnerschaftsfest am 9.–11. Juni 2006 in Ludes
- Fest der Schulen Ludes-Mailly, im Juni
- Arbeitgeberfest am letzten Sonntag im Juni

## Gemeindepartnerschaft
- Sörgenloch in Deutschland seit 1991/1992 . Unterzeichnung der Urkunden 1991 in Sörgenloch durch Bürgermeister Gerhard Wagner und 1992 in Ludes durch Maire Edmond Forget.

Im Rahmen eines immer stärker zusammenwachsenden Europa, werden die guten städtepartnerschaftlichen Beziehungen zwischen Ludes und Sörgenloch weitergeführt und kontinuierlich ausgebaut. Die Partnerschaft wird in Ludes durch das Comité de Jumelage organisiert, dessen Präsident Regis Quatresol ist. Auf rheinhessischer Seite liegt die Organisation bei der Vorsitzenden des Partnerschaftsvereins, Beate Huff.